# Bia (Mythologie)
Bia (altgriechisch Βία Bía, deutsch ‚Stärke, Gewalt‘) ist in der griechischen Mythologie die Personifikation der Kraft und der Gewalt.
Sie ist die Tochter des Titanen Pallas und der Styx. Ihre Geschwister sind Kratos („Macht“), Zelos („Eifer“) und Nike („Sieg“). Sie sind ständige Begleiter des Zeus, der ihnen diese Ehrenstellung zumaß als Dank für ihre Hilfe im Kampf gegen die Titanen (Titanomachie).
Es sind Bia und Kratos, die bei Aischylos den Richtspruch des Zeus am Titanen Prometheus vollstrecken, der von Hephaistos auf ewig an einen Felsen im Kaukasus geschmiedet werden soll.
Am Aufstieg zur Akropolis von Korinth befand sich ein gemeinsames Heiligtum von Bia und Ananke.